# Roman Jakóbczak
Roman Józef Jakóbczak (Września, Polonia, 26 de febrero de 1946) es un exjugador y exentrenador de fútbol polaco. En su etapa como jugador profesional se desempeñaba como centrocampista.

## Selección nacional
Fue internacional con la selección polaca en 5 ocasiones y convirtió 2 goles. Formó parte de la selección que obtuvo el tercer lugar en la Copa del Mundo de 1974, pese a no haber jugado ningún partido durante el torneo.

### Participaciones en Copas del Mundo
| Mundial                        | Sede             | Resultado    | Partidos | Goles |
| ------------------------------ | ---------------- | ------------ | -------- | ----- |
| Copa Mundial de Fútbol de 1974 | Alemania Federal | Tercer lugar | 0        | 0     |

## Clubes

### Como jugador
| Club                   | País    | Año       |
| ---------------------- | ------- | --------- |
| Czarni Żagań           | Polonia | 1965-1966 |
| Śląsk Wrocław          | Polonia | 1966-1969 |
| Pogoń Szczecin         | Polonia | 1969-1971 |
| Lech Poznań            | Polonia | 1971-1976 |
| LB Châteauroux         | Francia | 1976-1977 |
| FC Red Star Saint-Ouen | Francia | 1977-1978 |
| FC Rouen               | Francia | 1978-1979 |
| Perpignan FC           | Francia | 1979-1980 |
| Lech Poznań            | Polonia | 1980-1981 |

### Como entrenador
| Club                    | País    | Año       |
| ----------------------- | ------- | --------- |
| Lech Poznań (asistente) | Polonia | 1985-1986 |
| Lech Poznań             | Polonia | 1993      |